# Fenylacetonitril
Fenylacetonitril (též benzylkyanid, zkráceně BnCN) je organická sloučenina se vzorcem C6H5CH2CN, používaná na přípravu řady dalších organických látek.

## Výroba a příprava
Fenylacetonitril se vyrábí Kolbeho syntézou nitrilů pomocí reakce benzylchloridu s kyanidem sodným, lze jej také získat oxidační dekarboxylací fenylalaninu. Další možností přípravy je arylace silylovaných acetonitrilů.

## Reakce
Fenylacetonitril se účastní řady reakcí obvyklých u nitrilů. Lze jej hydrolyzovat na kyselinu fenyloctovou, nebo zapojit do Pinnerovy reakce a vytvořit tak estery kyseliny fenyloctové.
Hydrogenací vzniká fenylethylamin.
Fenylacetonitril obsahuje methylenový můstek, který lze bromovat za vzniku PhCHBrCN.
V zásaditém prostředí je možné provest různé reakce vytvářející nové vazby uhlík–uhlík.

## Použití
Benzylkyanid se používá jako rozpouštědlo a jako výchozí látka při výrobě fungicidů, vůní (fenethylalkoholu), antibiotik, a dalších léčiv. Částečnou hydrolýzou BnCN se vytváří 2-fenylacetamid.

### Výroba léčiv
Benzylkyanid je vhodnou výchozí látkou pro výrobu mnoha léčiv, jako jsou:
- Antiarytmika (například disopyramid)[16]
- Antidepresiva (mimo jiné milnacipran a lomevakton)
- Antihistaminika (například levokabastin (para-fluoro),[16][17] feniramin, a azatadin
- Léky na kašel (například isoaminil, oxeladin, butethamát, pentapiperid, a pentoxyverin)[18]
- Diuretika (triamteren, …)[19]
- Hypnotika (například alonimid, fenobarbital)[16][20] a fenglutarimid
- Spazmolytika (pentapiperid a drofenin)[16][21]
- Stimulanty (methylfenidát, …)[16]
- Opioidy (například ethoheptazin, pethidin, fenoperidin)[16], a metadon

## Bezpečnost
Fenylacetonitril, stejně jako další podobné benzylové sloučeniny, dráždí kůži a oči.